# Emil Vîrtosu
Emil Vîrtosu (n. 21 octombrie 1902, Galați – d. 3 ianuarie 1977, București) a fost un istoric român, specializat în paleografia chirilică și în sigilografie. După ce a urmat cursurile secundare la Galați, Vîrtosu a studiat la București, absolvind Facultatea de litere și filozofie în 1925, și Școala superioară de arhivistică în 1926.  Și-a obținut doctoratul în istorie în 1941. A urmat de asemenea cursuri de specializare la Paris.
Între 1935 și 1950 a fost profesor de paleografie chirilică la  Școala superioară de arhivistică, iar din 1950 până în 1965 a fost profesor la Facultatea de Istorie a Universității din București. Vîrtosu  a publicat pe subiectul Tudor Vladimirescu și a editat notele personale ale lui Constantin Brâncoveanu în două cărți.
A fost discipolul și colaboratorul lui Nicolae Cartojan. Corespondența derulată cu acesta conține mărturii despre unele dintre cele mai importante descoperiri din arhive și biblioteci din străinătate.

## Opere
- Vîrtosu, Emil (1927), Tudor Vladimirescu. Glose, fapte și documente noi (1821), București: Editura Casei Școalelor
- Vîrtosu, Emil (1936), Tudor Vladimirescu. Pagini de revoltă, București: Fundația Regele Carol I
- Vîrtosu, Emil (1937), Palatul regal cum a fost în trecut: de la Nicolae Grămăticul la boierul Dincu Golescu, Arhivele Bucureștilor, București
- Vîrtosu, Emil (1938), O sută de ani dela înființarea Așezămintelor Brâncovenești: 1838 - 1938, Vol. 1: Documente pentru istoria bisericii, școalei și azilului Domnița Bălașa, precum și a spitalului brâncovenesc, București: Monitorul Oficial și Imprimeria Statului
- Vîrtosu, Emil (1941), Însemnări de taină, București
- Vîrtosu, Emil (1942), Foletul Novel. Calendarul lui Constantin Vodă Brăncoveanu 1693-1704, București
- Vîrtosu, Emil (1960), Titulatura domnilor și asocierea la domnie în Țara Romînească și Moldova pînă în secolul al XVI-lea, București: Editura Academiei Republicii Populare Romîne
- Vîrtosu, Emil (1968), Paleografia româno-chirilică, București: Editura științifică